# Liste der Baudenkmale in Werneuchen
In der Liste der Baudenkmale in Werneuchen sind alle denkmalgeschützten Gebäude der brandenburgischen Stadt Werneuchen und ihrer Ortsteile aufgelistet. Grundlage ist die Veröffentlichung der Landesdenkmalliste mit dem Stand vom 31. Dezember 2020. Die Bodendenkmale sind in der Liste der Bodendenkmale in Werneuchen aufgeführt.

## Baudenkmale in den Ortsteilen
In den Spalten befinden sich folgende Informationen:
- ID-Nr.: Die Nummer wird vom Brandenburgischen Landesamt für Denkmalpflege vergeben. Ein Link hinter der Nummer führt zum Eintrag über das Denkmal in der Denkmaldatenbank. In dieser Spalte kann sich zusätzlich das Wort Wikidata befinden, der entsprechende Link führt zu Angaben zu diesem Denkmal bei Wikidata.
- Lage: die Adresse des Denkmales und die geographischen Koordinaten. Link zu einem Kartenansichtstool, um Koordinaten zu setzen. In der Kartenansicht sind Denkmale ohne Koordinaten mit einem roten beziehungsweise orangen Marker dargestellt und können in der Karte gesetzt werden. Denkmale ohne Bild sind mit einem blauen bzw. roten Marker gekennzeichnet, Denkmale mit Bild mit einem grünen beziehungsweise orangen Marker.
- Bezeichnung: Bezeichnung in den offiziellen Listen des Brandenburgischen Landesamtes für Denkmalpflege. Ein Link hinter der Bezeichnung führt zum Wikipedia-Artikel über das Denkmal.
- Beschreibung: die Beschreibung des Denkmales
- Bild: ein Bild des Denkmales und gegebenenfalls einen Link zu weiteren Fotos des Baudenkmals im Medienarchiv Wikimedia Commons

### Hirschfelde
| ID-Nr.   | Lage                                                                                                  | Bezeichnung | Beschreibung | Bild           |
| -------- | --- | --- | --- | -------------- |
| 09175025 | Eduard-Arnhold-Straße 14, Hirschfelde, 16356 Werneuchen (Lage)                                        | Dorfkirche | Feldsteinkirche aus dem 13. Jahrhundert | weitere Bilder |
| 09175026 | Akazienallee 11, Eduard-Arnhold-Straße 12/13, Ernst-Thälmann-Straße 18, 18b, Gartenstraße 7-10 (Lage) | Gutsanlage, bestehend aus Herrenhaus mit Park, Wirtschaftshof mit Kuh- und Pferdestall, Kutscherwohnhaus mit Remise, Inspektorenhaus mit Stallgebäude und Resten der Brennerei, Wasserturm, Kindergarten mit straßenseitiger Grundstückseinfriedung, Mehrfamilienhaus mit Hofgebäude und Försterhaus | Das ehemalige Herrenhaus wurde in der Mitte des 18. Jahrhunderts erbaut, die Seitenflügel wurden in der Mitte des 19. Jahrhunderts hinzugefügt. 1905/1906 erfolgte ein Umbau durch den Berliner Architekten Paul Baumgarten im Auftrag von Eduard Arnhold. Der Mittelbau ist eingeschossig und mit einem Mansarddach gedeckt. | weitere Bilder |
| 09175854 | Ernst-Thälmann-Straße (Lage)                                                                          | Bronzeskulptur „Stehender Hirsch“, auf dem Anger | gegossen nach einem Modell des Berliner Bildhauers Louis Tuaillon | weitere Bilder |

### Krummensee
| ID-Nr.   | Lage                 | Bezeichnung                                   | Beschreibung | Bild                                          |
| -------- | -------------------- | --------------------------------------------- | --- | --------------------------------------------- |
| 09175365 | Dorfstraße (Lage)    | Dorfkirche                                    | Die evangelische Kirche stammt aus dem 13. Jahrhundert, der Turm wurde im 14. oder 15. Jahrhundert hinzugefügt. Das Innere wurde im Jahr 1866 neu gestaltet, auch der neugotische Kanzelaltar stammt aus diesem Jahr. | weitere Bilder                                |
| 09175366 | Dorfstraße 12 (Lage) | Hofanlage mit Wohnhaus und zwei Stallgebäuden | | Hofanlage mit Wohnhaus und zwei Stallgebäuden |

### Löhme
| ID-Nr.   | Lage                       | Bezeichnung                                               | Beschreibung | Bild           |
| -------- | -------------------------- | --------------------------------------------------------- | --- | -------------- |
| 09175372 | Löhmer Dorfstraße (Lage)   | Kirchhof mit Dorfkirche, Kirchhofmauer und Kriegerdenkmal | Die evangelische Kirche wurde aus Feldstein-Mauerwerk im spätgotischen Stil erbaut, der Turm wurde im 16. Jahrhundert hinzugefügt. Im Inneren findet sich eine Kanzel aus Holz aus der Zeit um 1620, außerdem der um 1700 geschaffene Torso eines Taufengels. | weitere Bilder |
| 09175130 | Löhmer Dorfstraße 7 (Lage) | Schmiede                                                  | | Schmiede       |

### Schönfeld
| ID-Nr.            | Lage                  | Bezeichnung | Beschreibung | Bild           |
| ----------------- | --------------------- | ----------- | --- | -------------- |
| 09175382 Wikidata | Hauptstraße 13 (Lage) | Dorfkirche  | Die evangelische Kirche mit Westturm, eingezogenem Chor und Apsis wurde in der Mitte des 13. Jahrhunderts erbaut. Nach Zerstörung des Chors und der Apsis im Jahr 1945 blieben diese als Ruinen erhalten, der Rest wurde 1966 wiederhergestellt. | weitere Bilder |

### Seefeld
| ID-Nr.   | Lage                    | Bezeichnung                                 | Beschreibung | Bild                                        |
| -------- | ----------------------- | ------------------------------------------- | --- | ------------------------------------------- |
| 09175394 | Bundesstraße 158 (Lage) | Meilenstein (Rundsockelstein)               | Der Meilenstein aus Granit steht an der B 158 von Seefeld in Richtung Werneuchen, westlich des Ortseingangs (nach dem Gewerbegebiet) kurz vor der Ecke Krümmenseer Chaussee, auf der südlichen Straßenseite. Die Inschrift III Meilen bis Berlin ist nicht mehr lesbar (Stand 2024). | Meilenstein (Rundsockelstein)               |
| 09175392 | Seestraße (Lage)        | Dorfkirche                                  | Der spätgotische Saalbau hat einen Westquerturm, im Inneren steht eine 1597 geschaffene Taufe aus Kalkstein. | weitere Bilder                              |
| 09175393 | Seestraße (Lage)        | Ehrenfriedhof für Gefallene der Roten Armee | Der Ehrenfriedhof wurde nach dem Zweiten Weltkrieg für Angehörige der sowjetischen Roten Armee errichtet, die bei den Kämpfen um Berlin 1945 ums Leben kamen. | Ehrenfriedhof für Gefallene der Roten Armee |

### Tiefensee
| ID-Nr.   | Lage                      | Bezeichnung | Beschreibung | Bild                                                   |
| -------- | ------------------------- | --- | --- | ------------------------------------------------------ |
| 09175598 | Berliner Chaussee (Lage)  | Bahnhof Tiefensee, bestehend aus Stationsgebäude mit nördlichem Anbau, Pflasterung sowie Beamtenwohnhaus mit Wirtschaftsgebäude, bei km 35,53 der Bahnstrecke Berlin–Wriezen | Der Bahnhof an der Bahnstrecke Berlin–Wriezen liegt etwas außerhalb des Ortes und wurde 1898 in Betrieb genommen, das Empfangsgebäude stammt aus dieser Zeit. Der Bahnhof war bis 2006 für den Personenverkehr in Betrieb. | weitere Bilder                                         |
| 09175599 | (Lage)                    | Gedenktafel für Adolf Reichwein, an der Jugendherberge | Der Pädagoge Adolf Reichwein wirkte von 1933 bis 1939 als Lehrer in Tiefensee. | Gedenktafel für Adolf Reichwein, an der Jugendherberge |
| 09175600 | B 158 (Lage)              | Wegweiserstein, bei km 29,5 | | Wegweiserstein, bei km 29,5                            |
|          | Stadtstelle, B 168 (Lage) | Meilenstein (Rundsockelstein) | Der Meilenstein aus Granit steht an der B 168 zwischen Stadtstelle und Försterei Lattbusch, in der Gemarkung Tiefensee, auf der Südseite der Straße. Die Inschrift ist lesbar. Nach einer Begehung durch das Denkmalamt Barnim gemeinsam mit dem Landesdenkmalamt (BLDAM) im Herbst 2024 stellte dies eine Eintragung in die Denkmalliste des Landes Brandenburg voraussichtlich in den kommenden Monaten in Aussicht. (Stand Februar 2025) | Meilenstein (Rundsockelstein)                          |

### Weesow
| ID-Nr.   | Lage                            | Bezeichnung                   | Beschreibung                                                                                  | Bild           |
| -------- | ------------------------------- | ----------------------------- | --------------------------------------------------------------------------------------------- | -------------- |
| 09175404 | Weesower Dorfstraße (Lage)      | Dorfkirche                    |                                                                                               | weitere Bilder |
| 09175643 | Wilmersdorfer Chaussee 1 (Lage) | Radarturm, auf dem Spitz-Berg | Der Turm wurde 1943/1944 gebaut, er war Teil der Erprobungsstelle des Flugplatzes Werneuchen. | weitere Bilder |

### Werftpfuhl
| ID-Nr.   | Lage                               | Bezeichnung                                                              | Beschreibung | Bild                                                                     |
| -------- | ---------------------------------- | ------------------------------------------------------------------------ | --- | ------------------------------------------------------------------------ |
| 09175118 | Freienwalder Chaussee 8, 10 (Lage) | Waisenhaus „Johannaheim“ (einschließlich des rückwärtigen Schulgebäudes) | 1907 gestiftet vom Berliner Unternehmer Eduard Arnhold als Waisenheim für Mädchen; später Jugendwerkhof, heute Jugendbildungsstätte Kurt Löwenstein | Waisenhaus „Johannaheim“ (einschließlich des rückwärtigen Schulgebäudes) |

### Werneuchen
| ID-Nr.            | Lage | Bezeichnung | Beschreibung | Bild |
| ----------------- | --- | --- | --- | --- |
| 09175483          | Johann-de-Warnow-Straße, Anemonenstraße, Goldregenstraße, Kleeallee, Rosenstraße, Reichweinstraße (Lage) | Jagdfliegerschule mit Lehrgebäude, 14 Mannschaftsgebäuden, Kommandantur, Offizierskasino, Flugleitgebäude mit Tower, sieben Flugzeughallen  | | Jagdfliegerschule mit Lehrgebäude, 14 Mannschaftsgebäuden, Kommandantur, Offizierskasino, Flugleitgebäude mit Tower, sieben Flugzeughallen  |
| 09175409          | (Lage)                                                                                                   | Gedenkstein für Otto von Arnim, östlich der Kirche                                                                                          | | Gedenkstein für Otto von Arnim, östlich der Kirche                                                                                          |
| 09175407          | (Lage)                                                                                                   | Mausoleum der Familie Petitjean, auf dem Kirchhof                                                                                           | | Mausoleum der Familie Petitjean, auf dem Kirchhof                                                                                           |
| 09175406          | () | Grab für F. A. W. Schmidt, auf dem Kirchhof                                                                                                 | | Grab für F. A. W. Schmidt, auf dem Kirchhof                                                                                                 |
| 09175411          | Am Markt 1-9, Berliner Straße 16-17, Breite Straße, Kirchplatz, Kirchstraße (Lage)                       | Ensemble Marktplatz und Kirchgasse | | Ensemble Marktplatz und Kirchgasse |
| 09175079          | Am Markt 2 (Lage)                                                                                        | Wohnhaus | | Wohnhaus |
| 09175408          | B 158 ()                                                                                                 | Meilenstein (Rundsockelstein), bei km 35,6                                                                                                  | Der auf das Jahr 1816 datierte Meilenstein steht an der B 158 von Werneuchen in Richtung Bad Freienwalde südwestlich der Siedlung Werneuchen-Ost auf der Südseite der Straße. Die Inschrift IV Meilen bis Berlin ist nicht mehr lesbar (Stand 2020). | Meilenstein (Rundsockelstein), bei km 35,6                                                                                                  |
| 09175115          | Berliner Allee 9 (Lage)                                                                                  | Gutshaus | | Gutshaus |
| 09175731          | Berliner Allee 16 (Lage)                                                                                 | Wohn- und Geschäftshaus mit landhausartiger Erweiterung                                                                                     | Eingeschossiges Wohn- und Geschäftshaus mit Krüppelwalmdach. | Wohn- und Geschäftshaus mit landhausartiger Erweiterung                                                                                     |
| 09175113          | Breite Straße 1 (Lage)                                                                                   | Schmiede | | Schmiede |
| 09175405 Wikidata | Kirchstraße / Schulstraße (Lage)                                                                         | Stadtpfarrkirche St. Michael | Die evangelische Kirche wurde 1873/1874 als neugotischer Backsteinbau errichtet. Der Chor stammt von einem Vorgängerbau aus dem 13. Jahrhundert. | weitere Bilder |
| 09175551          | Kirchstraße 12 (Lage)                                                                                    | Gehöft, bestehend aus Wohnhaus, Großviehstall, Holzschuppen, Scheune, Schweinestall sowie Pferdestall mit Remise einschließlich Einfriedung | | Gehöft, bestehend aus Wohnhaus, Großviehstall, Holzschuppen, Scheune, Schweinestall sowie Pferdestall mit Remise einschließlich Einfriedung |
| 09175626 Wikidata | Lamprechtstraße 16 (Lage)                                                                                | Katholische Kirche St. Joseph | | weitere Bilder |
| 09175494          | Landsberger Straße 6a (Lage)                                                                             | Wohnhaus und Kriegerdenkmal | Eingeschossiges Wohnhaus mit Mansarddach. | Wohnhaus und Kriegerdenkmal |
| 09175493          | Parkstraße / Bahnhofstraße (Lage)                                                                        | Ehrenmal für die Helden des antifaschistischen Widerstandskampfes                                                                           | | Ehrenmal für die Helden des antifaschistischen Widerstandskampfes                                                                           |

### Willmersdorf
| ID-Nr.   | Lage   | Bezeichnung | Beschreibung | Bild           |
| -------- | ------ | ----------- | --- | -------------- |
| 09175412 | (Lage) | Dorfkirche  | Spätromanische Feldsteinkirche aus der 1. Hälfte des 13. Jahrhunderts, Türme und Südvorhalle im historisierenden Stil Ende des 19. Jahrhunderts | weitere Bilder |